# Ingeborg Hammer-Jensen

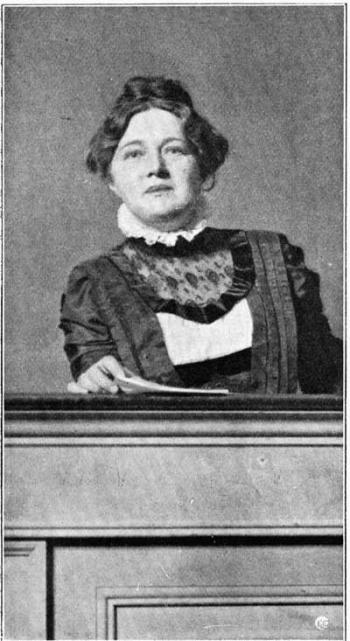
Ingeborg Hammer-Jensen

Ingeborg Hammer-Jensen (vollständiger Name Ingeborg Ellen Hammer-Jensen, * 20. Januar 1880 in Kopenhagen; † 6. April 1955 ebenda) war eine dänische Klassische Philologin und Wissenschaftshistorikerin.

## Leben
Ingeborg Hammer-Jensen, die Tochter von Axel Evald Hammer (1854–1938) und Thora Christine geb. Svendsen (1856–1909), besuchte die N. Zahles Skole und lernte dort Griechisch bei Anders Bjørn Drachmann. Nach der Reifeprüfung 1898 studierte sie Klassische Philologie an der Universität Kopenhagen. Von ihren akademischen Lehrern beeinflusste sie besonders Johan Ludvig Heiberg, der ihre Magisterarbeit (1905) und ihre Doktorarbeit (1908) betreute. Als erste Frau wurde Hammer-Jensen 1908 zum Dr. phil. promoviert. Ihre Dissertation beschäftigte sich mit Demokrits Atomlehre und wurde von Ulrich von Wilamowitz-Moellendorff als „epochemachend“ für die Erklärung des platonischen Dialogs Timaios gerühmt.
Nach ihrer Promotion beschäftigte sich Hammer-Jensen weiterhin mit der antiken Naturphilosophie, insbesondere mit der Alchemie, zu der sie 1921 eine grundlegende Monografie veröffentlichte. Sie beteiligte sich auch an bedeutenden internationalen Referenzwerken: So verfasste sie Artikel für Paulys Realenzyklopädie der klassischen Altertumswissenschaft (RE) und Beiträge zum Katalog alchemistischer Handschriften (Catalogue des manuscrits alchimiques grecs, 1927), der unter der Leitung von Joseph Bidez und Franz Cumont in Brüssel erschien. Zu einer Anstellung an der Universität oder Akademie kam es nie, so dass Hammer-Jensen ihr Leben lang als Privatgelehrte lebte.
Ingeborg Hammer-Jensen heiratete am 11. Oktober 1905 den Mittelschullehrer Jens Christian Jensen (1873–1950); die Ehe blieb kinderlos.

## Schriften (Auswahl)
- Ad Solonem. In: Nordisk tidskrift for filologi. Band 11 (1903), S. 47–49
- mit Johan Ludvik Heiberg: Solens Bane. In: Nordisk tidskrift for filologi. Band 12 (1904), S. 97–108 (von Hammer-Jensen: S. 103–108).
- Den ældste Atomlære. Kopenhagen 1908.
  - Deutsche Ausgabe unter dem Titel: Demokrit und Platon. In: Archiv für Geschichte der Philosophie. Band 23 (1910), S. 92–105; 211–229.
- Ptolemaios und Heron. In: Hermes. Band 48 (1913), S. 224–235.
- Das sogenannte IV. Buch der Meteorologie des Aristoteles. In: Hermes. Band 50 (1915), S. 113–136.
- Deux papyrus à contenu d’ordre chimique. In: Oversigt Over Det Kongeligh Danske Videnskabernes Selskabs Forhandlinger. Jahrgang 1916, S. 279–302.
- Die älteste Alchymie. Kopenhagen 1921.
- mit Carlo Oreste Zuretti, Otto Lagercrantz, Johan Ludvig Heiberg, Domenico Bassi und Emidio Martini: Catalogue des manuscrits alchimiques grecs. Band 2: Les manuscrits italiens. Brüssel 1927.
- Die Heronische Frage. In: Hermes. Band 63 (1928), S. 34–47.